# Le Croque-mitaine
Pour les articles homonymes, voir Boogeyman et Le Croque-mitaine (film, 2023).
Le Croque-mitaine (titre original : The Boogeyman) est une nouvelle de Stephen King qui fait partie du recueil Danse macabre publié en 1978. Elle est parue initialement en 1973 dans le mensuel américain Cavalier.

## Résumé
Lester Billings vient consulter un psychiatre, le docteur Harper, pour lui raconter son histoire. Il se considère comme responsable de la mort de ses trois enfants, qui ont d'après lui tous été tués par le croque-mitaine. Les morts de ses deux premiers enfants sont respectivement attribuées à la mort subite du nourrisson et à des convulsions mais tous deux étaient terrifiés par le croque-mitaine et Billings a trouvé dans les deux cas la porte du placard de leur chambre entrouverte.
Rita, la femme de Billings, donne ensuite naissance à un troisième enfant. Le couple déménage et l'enfant dort dans la même chambre que ses parents. Mais, plus d'un an plus tard, Billings commence à trouver régulièrement les portes des placards de la maison entrouvertes. Alors que Rita est partie s'occuper de sa mère très malade, la présence du croque-mitaine se manifeste plus ouvertement. Terrifié, Billings fait dormir son fils dans une autre chambre dans l'espoir que la créature s'en prenne au plus faible. Dans la nuit, le garçon hurle et, pris de remords, Billings se précipite dans sa chambre. Il voit le croque-mitaine en train de s'en prendre à son fils et s'enfuit de la maison. À l’aube, Billings trouve son fils avec la nuque brisée. Il ment à la police pour faire passer sa mort pour un accident mais Rita, qui se doute de la vérité, le quitte.
À la fin de l'histoire de Billings, le docteur Harper lui recommande de prendre d'autres rendez-vous. Billings, ne trouvant pas la secrétaire, retourne dans le cabinet du docteur et le trouve vide lui aussi. La porte d'un placard s'ouvre alors et Billings se retrouve confronté au croque-mitaine, qui porte encore à la main son masque de docteur.

## Genèse
La nouvelle a été publiée initialement dans le numéro de mars 1973 du magazine Cavalier. Elle est ensuite parue dans le recueil Danse macabre.

## Analyse
Pour Michael R. Collings (en), le concept du monstre du placard, réutilisé par Stephen King dans Cujo, aborde « l'une des peurs enfantines les plus anciennes, celle de la chose de l'ombre qui se trouve à la périphérie de notre regard ». Cette nouvelle comporte une double lecture car on peut penser que Lester Billings, personnage très antipathique, a lui-même tué ses trois enfants et « projette sa propre culpabilité sur un double fantasmatique », le croque-mitaine intervenant uniquement à la fin du récit pour punir son accusateur.

## Adaptations
La nouvelle a été adaptée sous forme de court métrage, (The Boogeyman), en 1982. Ce court métrage a été distribué en vidéo en 1986 en tant que l'une des trois histoires de Contes macabres (Night Shift Collection) mais la cassette VHS a été retirée de la vente peu après pour des problèmes de droits.
En 2023, sort en salle l'adaptation en long-métrage Le Croque-mitaine de Rob Savage (en).